# 1684
1684 (MDCLXXXIV) a fost un an bisect al calendarului gregorian, care a început într-o zi de joi.

## Nașteri
- 24 mai: Karl Alexander, Duce de Württemberg (d. 1737)
- 10 octombrie: Antoine Watteau, pictor francez (d. 1721)

## Decese
- 1 octombrie: Pierre Corneille dramaturg francez (n. 1606)
- 26 iulie: Elena Cornaro Piscopia filosoafă italiană (n. 1646)
- 24 martie: Pieter de Hooch  (n. 1629)
- 5 aprilie: William Brouncker, al II-lea Viconte de Brouncker  (n. 1620)
- 22 iulie: Josefa de Óbidos artistă spaniolă (n. 1630)
- 26 aprilie: Jan Davidszoon de Heem  (n. 1606)
- 24 octombrie: Marie Elisabeth, Ducesă de Saxonia  (n. 1610)
- 6 iulie: Anna Gonzaga  (n. 1616)
- 13 aprilie: Nicolás Antonio  (n. 1617)
- aprilie: Pierre de Carcavi  (n. ?)
- dată necunoscută: Giovanni Battista Carlone pictor italian (n. 1603)
- 7 iunie: Johann Gorgias  (n. 1640)